# Lumay Barreto
Lumay Delfina Barreto de Del Orbe (Guasdualito, estado Apure, Venezuela, 23 de noviembre de 1958) es una educadora y dirigente política venezolana. Entre 2013 y 2015 fue alcaldesa del municipio Páez de Apure.

## Biografía
Es egresada de la Universidad Nacional Abierta y posee un título en Educación Integral.
En 1995 se presentó como candidata independiente para la alcaldía del municipio Páez, pero no ganó la elección. En las elecciones parlamentarias de Venezuela de 2010, fue nominada a la circunscripción 1 del estado Apure por la Mesa de la Unidad Democrática, más perdió frente al candidato del PSUV.
En las elecciones primarias de la MUD del 12 de febrero de 2012 obtuvo la nominación para la alcaldía del municipio Páez, en representación de la MUD, con el 49,2% de los votos. En las elecciones municipales de Venezuela de 2013 fue elegida alcaldesa del municipio Páez con el 37,78% de los votos.
El 26 de febrero de 2015 fue destituida por el concejo municipal de Guasdualito bajo la acusación de abandono del cargo. El concejal del PSUV, Víctor Blanco, quedó como alcalde encargado. Lumay Barreto ha negado la imputación y tiene planeado presentar una contrademanda en Caracas.
El 2 de marzo de 2015, Barreto aseguró que aunque la destitución ya fue publicada en la Gaceta Oficial, ella seguía en sus funciones.  El 3 de marzo informó, a través de su cuenta en Twitter, que continuaba esperando el pronunciamiento del Tribunal Supremo de Justicia de Venezuela sobre su caso.
El 2 de junio de 2015, la Sala Constitucional del Tribunal Supremo de Justicia de Venezuela ratificó la destitución de la alcaldesa. Lumay Barreto calificó la decisión del TSJ como bochornosa y aseguró que su destitución no tiene asidero legal. La Asociación de Alcaldes por Venezuela sacó un comunicado en el que expresó su rechazo a la decisión del TSJ.